# Parafia św. Bartłomieja w Bartkówce
Parafia św. Bartłomieja w Bartkówce − parafia rzymskokatolicka znajdująca się w archidiecezji przemyskiej, w dekanacie Dynów.

## Historia
W roku 1427 założono wieś Bartkówkę na prawie niemieckim. 1 stycznia 1993 roku wieś została włączona do miasta Dynowa.
W 1984 roku w Bartkówce rozpoczęto budowę murowanego kościoła według projektu arch. inż. Wacława Mazura. Po ukończeniu budowy, 24 sierpnia 1989 roku kościół został poświęcony pw. św. Bartłomieja, przez bpa Ignacego Tokarczuka. 
24 sierpnia 1991 roku dekretem abpa Ignacego Tokarczuka została erygowana parafia z wydzielonego terytorium parafii Dynów. 24 sierpnia 2016 roku odbyła się konsekracja kościoła, której dokonał abp Adam Szal.
Do parafii należy 987 wiernych.
Proboszczowie parafii
1991–1994. ks. Jan Pomianek.
1994– nadal ks. kan. Józef Czerak.